# Ozero Nedruzjno (sjö i Belarus, lat 55,68, long 29,31)
Ozero Nedruzjno (ryska: Озеро Недружно) är en sjö i Belarus.   Den ligger i voblasten Vitsebsks voblast, i den norra delen av landet, 230 km nordost om huvudstaden Minsk. Ozero Nedruzjno ligger 141 meter över havet. Arean är 0,43 kvadratkilometer. Den sträcker sig 0,5 kilometer i nord-sydlig riktning, och 1,4 kilometer i öst-västlig riktning.
I omgivningarna runt Ozero Nedruzjno växer i huvudsak blandskog. Runt Ozero Nedruzjno är det ganska tätbefolkat, med 72 invånare per kvadratkilometer.